# 明和
明和是日本的年號之一。在寶曆之後、安永之前。指1764年到1772年的期間。這個時代的天皇是後櫻町天皇、後桃園天皇。江戶幕府的將軍是德川家治。

## 改元
- 寶曆14年6月2日（公元1764年6月30日）因後櫻町天皇即位而改元
- 明和9年11月16日（公元1772年12月10日）改元為安永

## 出典
出自《尚書》的「九族既睦、平章百姓、百姓昭明、協和萬邦」。
之後在1926年，以同一個典故制定了昭和的年號。

## 明和年間要事
- 明和2年9月、發行五匁銀
- 明和5年、五匁銀停止使用。
- 明和8年夏、山城國以宇治為中心，神助參拜（お蔭参り）大流行。
- 明和9年2月明和大火（目黑行人坂大火災）。為江戶三大火之一。該年災害相繼發生，有「明和九（Meiwaku）年為迷惑（Meiwaku）年」的說法。

## 逝世
- 4年竹内式部（享年55）、山縣大弐（享年42）
- 6年青木昆陽

## 西元對照表
| 明和 | 元年   | 2年    | 3年    | 4年    | 5年    | 6年    | 7年    | 8年    | 9年    |
| ---- | ------ | ------ | ------ | ------ | ------ | ------ | ------ | ------ | ------ |
| 西元 | 1764年 | 1765年 | 1766年 | 1767年 | 1768年 | 1769年 | 1770年 | 1771年 | 1772年 |
| 干支 | 甲申   | 乙酉   | 丙戌   | 丁亥   | 戊子   | 己丑   | 庚寅   | 辛卯   | 壬辰   |

| 前一年號： 寶曆 | 日本年號 | 下一年號： 安永 |